# International Society of Criminology
Die International Society of Criminology (ISC) ist eine wissenschaftliche Fachgesellschaft, die 1937 in Rom gegründet wurde. Sie veranstaltet seit 1938 Weltkongresse der Kriminologie. Die ISC gibt die International Annals of Criminology heraus. Seit 2014 ist der US-amerikanische Kriminologe Emilio C. Viano (American University, Washington, D.C.) Präsident der ISC.

## Geschichte
1934 wurde auf einem internationalen Kriminologen-Treffen in Paris die Gründung einer internationalen kriminologischen Vereinigung beschlossen. Den Auftrag zur Gründungsvorbereitung erhielt der italienische Rechtswissenschaftler Benigno di Tullio, der auf der ISC-Gründungsversammlung am 16. Juli 1937 in Rom zum Generalsekretär bestimmt wurde. Gründungspräsident war Mariano D’Amelio, der dem italienischen Kassationsgerichtshof vorstand.
Die Gesellschaft war als Zusammenschluss verschiedener nationaler und internationaler Vereinigungen für Kriminalbiologie und Kriminalanthropologie und Kriminologie konzipiert, die in vielen Ländern Europas und Südamerikas aktiv waren. Der erste ISC-Kongress fand vom 3. bis 8. Oktober 1938 in Rom statt. Nach offiziellen Berichten nahmen 1.200 Wissenschaftler, offizielle Delegationen anderer Vereinigungen und 33 offizielle staatliche Delegationen teil. Vertreter aus den Vereinigten Staaten und der Sowjetunion gehörten nicht dazu.
Der Zweite Weltkrieg unterbrach die Aktivitäten der Gesellschaft. Erst 1949 wurde sie wiederbelebt und ihre Satzung verabschiedet. Einen weiteren Anstoß zur Reorganisation ISC gab der Zweite Internationale Kongress, der vom 10. bis 19. September 1950 an der Sorbonne in Paris stattfand.

## Liste der ISC-Präsidentschaften
Folgende Personen amtierten als ISC-Präsidenten:
- 1937–1949 Mariano D’Amelio
- 1949–1950 Benigno Di Tullio
- 1950–1956 Denis Carroll
- 1956–1966 Thorsten Sellin
- 1967–1970 Trevor Gibbens
- 1971–1975 Jean Pinatel
- 1975–1978 Jean Pinatel
- 1978–1985 Denis Szabo
- 1985–1990 Giacomo Canepa
- 1990–1995 Albert J. Reiss
- 1995–2000 Hans-Jürgen Kerner
- 2000–2005 Lawrence W. Sherman
- 2006–2011 Tony Peters
- 2011–2014 Serge Brochu
- 2014–2019 Emilio C. Viano
- 2019–2024 Emilio C. Viano